# Маковский (хутор)
Мако́вский — хутор в Кочубеевском районе (муниципальном округе) Ставропольского края России.

## География
Расстояние до краевого центра: 54 км.
Расстояние до районного центра: 17 км.
На восточной окраине хутора расположено общественное открытое кладбище площадью 2 тыс. м².

## История
Населённый пункт возник в 1907 году в результате разделения хуторов Литвиновка и Ремпеля на три обособленных десятидворки — Дегтяревской, Маковской и Соломенной. В 1917 году десятидворка стала хутором.
До 16 марта 2020 года хутор входил в упразднённый Новодеревенский сельсовет.

## Население
| 1989 | 2002 | 2010 | 2012 | 2014 |
| ---- | ---- | ---- | ---- | ---- |
| 108  | ↗123 | ↗135 | ↘104 | ↗200 |

По данным переписи 2002 года в национальной структуре населения преобладают русские (91 %).